# Ouvertüre: Der lustige Krieg
Ouvertüre: Der lustige Krieg är en ouvertyr av Johann Strauss den yngre. Den spelades första gången den 25 november 1881 på Theater an der Wien i Wien.

## Historia
Ouvertyren börjar med ett Andantino maestoso som kommer från finalensemblen i akt III (Nr. 18) med Violetta, Sebastiani och Umberto: "Süsse Friedensglocken, Himmelsmelodie". Till Allegro-delen har Strauss använt sig av Artemisias vers "Commandirt, instruirt hab' ich manche Compagnie" (Akt II, Inledningen, Nr. 8). Därpå följer en Più moto-del, som inte återfinns i det publicerade klaverutdraget till operetten och som troligtvis består av borttaget material från slutversionen, som går över i den första valsen. Till denna Moderato grazioso-del tog Strauss material från det som han själv ansåg var operettens bästa idé: kvintetten (Nr. 6) i akt I: "Kommen und geh'n, ohne zu seh'n", sjungen av Violetta, Sebastiani, Umberto, Fortunato Franchetti och Carlo Spinzi. Den Tempo di Marcia-passage som följer består av musik från finalen (Nr. 14) till akt II för kör och solister och som börjar med orden "Der Handstreich ist gelungen". Till det andra valstemat lånade Strauss rakt av från "Walzertempo" (Nr. 14) innan han upprepar Allegro-delen från akt II. 
När Johann Strauss dirigerade premiären av Det lustiga kriget den 25 november 1881 mottog han mycket applåder efter ouvertyren. Två veckor senare, den 11 december 1881, spelade han åter ouvertyren vid en av brodern Eduard Strauss söndagskonserter med Capelle Strauss i Gyllene salen i Musikverein.
Noterbart är att operettens största "hit", valsarian "Nur für Natur", inte förekommer i ouvertyren. Enligt tidningen Fremden-Blatt (26 oktober 1881) komponerade Strauss detta nummer på uppdrag av tenoren Alexander Girardi, som gjorde rollen som Sebastiani, och efter att ouvertyren hade fullbordats.

## Om verket
Speltiden är ca 5 minuter och 47 sekunder plus minus några sekunder beroende på dirigentens musikaliska tolkning.

## Weblänkar
- Ouvertüre: Der lustige Krieg i Naxos-utgåvan.